# Morinda sessiliflora
Morinda sessiliflora är en måreväxtart som beskrevs av Antonio Bertoloni. Morinda sessiliflora ingår i släktet Morinda och familjen måreväxter. Inga underarter finns listade i Catalogue of Life.